# ماهاواتا
ماهاواتا (به لاتین: Mahawatta) یک منطقهٔ مسکونی در سری‌لانکا است که در استان مرکزی (سری‌لانکا) واقع شده‌است.